# Tu–123
A Tu–123 Jasztreb (oroszul: Ту–123 Ястреб) szovjet szuperszonikus, nagy hatótávolságú felderítő pilóta nélküli repülőgép. 1964-ben rendszeresítették. DBR–1 (DBR – dalnij bezpilotnij razvedcsik / nagy hatótávolságú pilóta nélküli felderítő) típusjelzéssel is ismert.

## Története
Tervezése az 1960-as években kezdődött a Tupoljev-tervezőirodában (OKB–156). Fejlesztése a Tu–121 csapásmérő robotrepülőgép tervezésével párhuzamosan folyt, mely a konstrukció alapjául szolgált. A Tu–121-től eltérően a harci rész helyett fényképezőgépek és elektronikai felderítő berendezések beépítésére volt lehetőség.
A fejlesztés időszakában a gyári típusjelzése I123K volt.  A gyári teszteket 1961-ben, az állami–hatósági teszteket 1963-ban végezték el. A Szovjetunió Minisztertanácsa 444–178. sz. határozata alapján 1964. május 23-án rendszeresítették a Szovjet Hadsereg légierejénél. A Jasztreb rendszert a légierőnek a nyugati szovjet határok mentén települt felderítő alakulatainál alkalmazták 1979-ig. Feladatkörét az 1972-ben hadrendbe állított MiG–25R felderítő repülőgépek vették át. A kivont Tu–123-asok többségét szétbontották, egyes példányait viszont célrepülőgépként felhasználták. Egy múzeumi példánya maradt fenn. A Tu–123-mal szerzett tapasztalatok szolgáltak alapul a Tu–141 és a Tu–143/Tu–243 felderítő pilóta nélküli repülőgépek fejlesztéséhez.
Sorozatgyártása 1972-ig folyt a Voronyezsi Repülőgépgyárban. Összesen 52 db készült belőle.

## Jellemzői
A repülőgépet a MAZ–537-tel vontatott SZARD–1 indítóállványról indították 2 db PRD–52 típusú startrakétával. Menethajtóműve a MiG–25-ön is alkalmazott Tumanszkij R–15B gázturbinás sugárhajtómű rövid élettartamú változata, a KR–15 (más típusjelzéssel: R–15K–300) típusú gázturbina volt. A gép első változatai egyszer használatosak voltak, nem voltak alkalmasak a sima leszállásra és visszatérésre. Az egyszer használható nagy értékű robotrepülőgép azonban gazdaságtalan volt, ezért kifejlesztették a sima leszállásra és visszatérésre alkalmas Tu–139 (Jasztreb–2) változatát. A repülőgép orr részében összesen 2800 kg-nyi, többször használható felderítőeszköz (AFA–41/20M és AFA–54/100M fényképezőgépek, SZRSZ–6RD Romb–4 elektronikus felderítő egység) kapott helyet.
Tervezték a repülőgép atomhajtóműves változatának a kialakítását is, ez azonban nem valósult meg.

## Típusváltozatok
- Tu–123 – egyszer felhasználható alapváltozat,
- Tu–123M (Jasztreb–M) – célrepülőgép, csak egy kísérleti példányát építették meg,
- Tu–123P (Jasztreb–P), vagy 141-es gyártmány - Pilóta által vezetett változat terve. A repülőgép startrakétával szállt volna fel, majd a fedélzetén helyet foglaló pilóta irányításával szállt volna le. A gép csak terv szintjén maradt.
- Tu–139 (Jasztreb–2) – Többször felhasználható, sima leszállásra és visszatérésre alkalmas változat. Nagyméretű ejtőernyővel és fékezőrakétákkal tért vissza a földre.

## Műszaki adatai

### Tömeg- és méretadatok
- Hossz: 27,835 m
- Szárnyfesztáv: 8,414 m
- Magasság: 4,781 m
- Starttömeg: 35 610 kg (2 db gyorsítórakétával)
- Üres tömeg: 11 450 kg
- Üzamanyag-kapacitás: 16 600 kg

### Hajtómű
Hajtóművek száma: 1 db
- Típusa: Tumanszkij R–15K–300 (üzemideje: 50 óra)
- Tolóerő: 98 kN
- Startrakéták tolóereje: 2×75 kN (üzemidejük: 5 sec)

### Repülési adatok
- Utazósebesség: 2700 km/h (2,5 Mach)
- Szolgálati csúcsmagasság: 19 000–22 800 m
- Hatótávolság: 3560–3680 km